# ベルンハルト・クリューガー

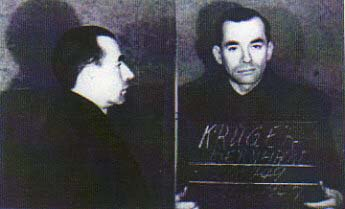
拘留中のクリューガー。

ベルンハルト ・クリューガー （Bernhard Krüger、1904年11月26日‐1989年1月3日）は、ナチス・ドイツ親衛隊（SS）の国家保安本部第VI局（国外諜報）に所属していた軍人。最終階級は親衛隊少佐（SS-Sturmbannführer）。
第二次世界大戦中の1943年から敗戦まで実施されたポンド紙幣贋造の秘密作戦(ベルンハルト作戦)を指揮したことで知られる人物。

## 人物
ケムニッツ出身。紡績機の技術者として複数の会社に勤務していた。世界大恐慌の余波で失業した後、ナチスに入党しほどなくして親衛隊に所属した。党員番号528739、親衛隊番号15249。

## ベルンハルト作戦関連
- 1940年9月、フランスに入国（当時の身分は親衛隊大尉）。中立国・敵国のパスポート、身分証の偽造で成果を上げる[3]。
- 1941年5月、アンドレアス作戦[4]の後始末のための会議に出席[5]。
- 同年7月、偽造工作の責任者に任ぜられる[5]。
- 1942年5月8日、ヴァルター・シェレンベルクよりベルンハルト作戦の内命を受ける[6]。
- 同年7月16日、SS長官ハインリヒ・ヒムラーが贋造作戦を正式に許可[7]。
- 1943年夏至、この頃贋造がピークに達する[8]。
- 1944年6月6日、ノルマンディー上陸作戦の情報が伝わり囚人（作業員）達の間に動揺が広がるが、強引に押さえ付ける[9]。
- 同年8月25日、プロフェッショナルな偽造者サロモン・スモリアノフを仲間に加える[10]。
- 1945年春、戦況悪化を理由に囚人達を他の収容所へ移送[11]。
- 同年4月25日[12]、レードル＝ツィプフ[13]に出現[14]。
- 1946年11月25日、連合国側に出頭[15]。
- 戦後イギリスで2年、フランスで1年間拘留後、釈放されドイツに帰国後は非ナチ化審査機関により裁かれたが結局、無罪となった。その後はハンブルクに在住し、ベルンハルト作戦で用いられた偽造紙を生産していた会社で働いた後、1989年に死亡した。なお彼には作戦の末期に病気の囚人4名を殺害した疑惑が終生付き纏っていたが、結局その件で訴追されることはなかった[16]。